# 普里莫爾斯凱 (丘胡伊夫區)
49°52′56″N 37°1′36″E / 49.88222°N 37.02667°E
普里莫爾斯凱（烏克蘭語：Приморське）是位於烏克蘭東部的村莊，由哈爾科夫州丘胡伊夫区的佩切尼希市鎮負責管轄。該村始建於1958年，面積0.53平方公里，海拔高度108米，2001年人口348。